# Von Scheibler

Geslachtswapen Nederlandse tak (1962)

Von Scheibler is een uit Gemünden an der Wohra afkomstig geslacht waarvan leden sinds 1924 tot de Belgische adel en sinds 1962 tot de Nederlandse adel behoren.

## Geschiedenis
De stamreeks begint met Johannes Scheibler die in 1518 brouwer was en daarna koopman, burger en schepen van Gemünden. In 1781 werd een nazaat verheven in de Beierse adel met de titel Edler. In 1870 werd diens achterkleinzoon verheven tot Freiherr in Pruisen met verlening van die titel op hem en zijn twee zonen welke laatsten die zouden doorgeven bij eerstgeboorte. In 1924 werd een zoon van die laatste, Paul von Scheibler (1876-1962), opgenomen in de Belgische adel en in 1925 volgde verlening van de titel van baron bij eerstgeboorte; de Belgische tak is in 1979 in mannelijke lijn uitgestorven. Bij Koninklijk Besluit werd een oomzegger van de Belg, Werner Petrus Rochus Maria von Scheibler (1915-2001), ingelijfd in de Nederlandse adel en verkregen hij en zijn nakomelingen het predicaat jonkheer/jonkvrouw; deze Werner was in Duitsland sinds het overlijden van zijn vader in 1935 overigens gerechtigd tot de titel van Freiherr maar in Nederland heeft dus geen inlijving plaatsgevonden met verlening van de titel van baron bij eerstgeboorte.

## Enkele telgen
Bernhard Freiherr von Scheibler (1825-1888), in 1870 verheven in de Pruisische adelstand
- Rudolf Freiherr von Scheibler, heer van Hülhoven (1857-1934)
  - Georg Freiherr von Scheibler, heer van Hülhoven (1893-1977)
    - Rudolf Freiherr von Scheibler, heer van Hülhoven (1935), hoofd van de Duitse adellijke tak
- Dr. Max Freiherr von Scheibler (1866-1935), referendaris; trouwde in 1908 met de Maastrichtse Bertha Regout (1877-1969), dochter van Petrus III Regout
  - Luise Edle ("Mausi") von Scheibler, vrouwe van Mark (1911-1983); trouwde in 1933 met de Maastrichtenaar mr. drs. Theo Regout (1901-1988), jurist, geograaf en cineast
  - Jhr. Werner (Duits: Freiherr) von Scheibler (1915-2001), stamvader van de Nederlandse tak[1]
    - Jhr. Maximiliaan (Duits: Freiherr) von Scheibler (1953), hovenier en hoofd van de Nederlandse adellijke tak[2]
- Paul (Belgisch:) baron von Scheibler (1876-1962), ritmeester, stamvader van de Belgische tak
  - Bernhard baron von Scheibler, heer van Brudersdorf (1906-1979), laatste mannelijke telg van de Belgische adellijke tak; trouwde in 1934 met de Nederlandse Beatrice barones van Dorth tot Medler (1910-2009), lid van de familie Van Dorth, uit welk huwelijk zes dochters geboren werden van wie er vier trouwden met leden van Duitse adelsgeslachten
    - Jkvr. Elinor (Duits: Edle) von Scheibler (1936); trouwde in 1963 met dr. Ludolf von Beckedorff (1932-2013), hoofd van het Duitse adelsgeslacht Von Beckedorff